# خورشیدگرفتگی ۳ ژانویه ۱۹۰۸
خورشیدگرفتگی ۳ ژانویه ۱۹۰۸ (به انگلیسی: Solar eclipse of January 3, 1908) یک خورشیدگرفتگی از نوع خورشیدگرفتگی کامل است. این خورشیدگرفتگی در تاریخ ۳ ژانویه ۱۹۰۸ میلادی (‎۱۲ دی ۱۲۸۶ خورشیدی) روی داد که زمان اوج آن، ساعت ۲۱:۴۵:۲۲ به‌وقت ساعت هماهنگ جهانی بوده‌است و مدت زمان این خورشیدگرفتگی ۴ دقیقه و ۱۴ ثانیه بود.